# Notophthiracarus parapilosus
Notophthiracarus parapilosus är en kvalsterart som först beskrevs av Wojciech Niedbała 2006.  Notophthiracarus parapilosus ingår i släktet Notophthiracarus och familjen Phthiracaridae. Inga underarter finns listade i Catalogue of Life.